# Silene akmaniana
Silene akmaniana är en nejlikväxtart som beskrevs av Ekim och Celik. Silene akmaniana ingår i släktet glimmar, och familjen nejlikväxter. Inga underarter finns listade i Catalogue of Life.